# Diplacanthopoma riversandersoni
Diplacanthopoma riversandersoni is een straalvinnige vissensoort uit de familie van naaldvissen (Bythitidae). De wetenschappelijke naam van de soort is voor het eerst geldig gepubliceerd in 1895 door Alcock.